# Danielle Woodhouse
Danielle Woodhouse (Perth, 23 de janeiro de 1969) é uma jogadora de polo aquático australiana, atua como goleira, campeã olímpica.

## Carreira
Danielle Woodhouse fez parte da geração medalha de ouro em Sydney 2000.